# ROBOMASTERS THE ANIMATED SERIES
『ROBOMASTERS THE ANIMATED SERIES』（ロボマスターズ ジ アニメイテッド シリーズ、中: 机甲大师）は、日本・中国合作のテレビアニメ作品。2017年10月13日から同年11月17日までWOWOWプライムの金曜22時30分「アニメプレミア」枠にて放送された。
アニメーション制作は日本のダンデライオンアニメーションスタジオLLCとGONZOが、製作は中国のDJIが担当する。

## 概要
ロボマスターズ。バトルフィールドを空から見渡す偵察ロボットと、敵のロボットや拠点を撃ちあったり道を作る歩兵ロボットで構成され、競技参加者がロボットのカメラのみで視認する遮蔽物の裏でロボット操作を操作し、ロボットに取り付けられたダメージ感知板に攻撃を当てることで体力を削り合い、最終的に相手の総合体力に勝った者が勝利する競技である。
これは、中国で実際に開催されている「RoboMaster（ロボマスター，全国大学生ロボット大会）」を舞台に、ロボマスターズの大会に参加する香港の大学生たちが日々の技術開発に取り組み、苦悩しながら努力を重ねていく姿を描く。

## 登場人物
声は日本語版/中国語版
ホウ・タンタン（方单单）
声 - 山下大輝 / 苏尚卿
ツインローターのドローン「KAKA」の研究を行っている省港科技大学の一年生。兄が参加していたロボマスターズに憧れを抱いていたが、何らかの理由でロボマスターズに拒否感を抱いていた。
テイ・ジュン（郑准）
声 - 梅原裕一郎 / 刘明月
清水湾工作室の部長で、以前ラオワン、リー達とはチームメンバーだった。ショウの同級生。
ショウ・ジャクカン（萧若涵）
声 - Lynn / 幽舞越山
清水湾工作室のマネージャーを担当している女性。
シャオアイ（小爱）
声 - 大久保瑠美 / 沈念如
タンタンの幼馴染で、実家が中古電子部品ショップを経営しており電子部品について詳しい。
オウシュン（王俊）
声 - 落合福嗣 / Slayerboom
タンタンのルームメイトであり、タンタンと一緒に清水湾工作室へ入部する。
モウ・イッキ（孟一奇）
声 - 武内駿輔 / 郭盛
機械工学の専門家だが、無口。
カトリーナ（卡特琳娜）
声 - 青木瑠璃子 / 洛如菲
天才操縦士だが気が向かないと部に顔を出さない自由人の大学二年生。
リー（李云腾）
声 - 木村昴 / 王晨光
テイとライバル関係にあたる、香港科技大学ロボット協会の部員。
ラオワン（老王）
声 - 濱野大輝 / 李铫
省港科技大学ロボット協会の部長で、部員から尊敬を集めているほか、テイの実力も認めている大学四年生。
キョウ（乔叔）
声 - 梅津秀行 / 陈思宇
シャオアイの実父で、中古電子部品ショップを経営している。

## スタッフ
- 企画 - RoboMasters Team
- 監督 - 山本靖貴
- シリーズ構成・脚本 - 山下憲一
- キャラクターデザイン - 葵玲
- メカニックデザイン - 渡辺浩二
- 総作画監督 - 大沢美奈
- 3DCG監督 - 山崎拓哉
- 美術監督 - 市倉敬
- 美術設定 - 浅沼信也、藤瀬智康
- 色彩設計 - 山上愛子
- 撮影監督 - 関谷能弘
- 編集 -渡邊千波
- 音響監督 - 高寺たけし
- 音楽 - 池頼広
- 音楽プロデューサー - 楠原真理子
- エグゼクティブプロデューサー - Swift Lee、Jason Gu、YY Shuo
- プロデューサー - 西川和宏、Nakazawa Chen
- ラインプロデューサー - 酒井俊治
- アソシエイトプロデューサー /宣伝プロデューサー- 佐藤スーツ博之
- アニメーションプロデューサー - 吉本聡
- アニメーション制作 - ダンデライオンアニメーションスタジオLLC、GONZO
- 製作 - DJI

## 主題歌
オープニングテーマ「super nova」
作詞 - 福山沙織 / 作曲 - 成田旬 / 歌 - un:c（日本版）、ジェーン・チャン（中国版）
エンディングテーマ
「Higher Maker」（日本版）
作曲・編曲 - Starving Trancer / 作詞・歌 - 福山沙織
「你」（中国版）
作詞 - 蘇朶 / 作曲 - 蘇朶、王凱、石亮 / 編曲 - 欧陽尹路、王凱 / 歌 - GALA楽隊

## 各話リスト
| 話数      | 絵コンテ       | 演出                  | 作画監督                                                                    |
| --------- | -------------- | --------------------- | --------------------------------------------------------------------------- |
| episode 1 | 山本靖貴       | 吉川志我津            | 南伸一郎、高崎美里、鍔淵和彦                                                |
| episode 2 | 山本靖貴       | 鳥羽聡                | 谷口繁則、松原一之                                                          |
| episode 3 | 迫井政行       | 井之川慎太郎          | 滝沢淳、Lee Jung Kwon、Song Min Ju、Park Eri                                |
| episode 4 | 山本靖貴       | 鳥羽聡                | 鈴木彩子、吉岡佳広、松原一之、鰐淵和彦 嘉村弘之、大石美絵、高瀬さやか、葵玲 |
| episode 5 | こでらかつゆき | 長尾聡浩 井之川慎太郎 | 滝沢淳、Lee Jung Kwon、Song Min Ju、Park Eri                                |
| episode 6 | 山本靖貴       | 山本靖貴              | 鈴木光、加藤壮                                                              |

## 放送局
| 放送期間                  | 放送時間           | 放送局        | 備考                                    |
| ------------------------- | ------------------ | ------------- | --------------------------------------- |
| 2017年10月13日 - 11月17日 | 金曜 22:30 - 23:00 | WOWOWプライム | 『アニメプレミア』枠 / リピート放送あり |

| 配信期間                  | 配信時間               | 配信サイト |
| ------------------------- | ---------------------- | --- |
| 2017年10月20日 - 11月24日 | 金曜 12:00 更新        | WOWOWオンデマンド Amazonプライム・ビデオ dアニメストア GYAO! HAPPY!動画 J:COMオンデマンド minto U-NEXT Rakuten TV ドンドコ ビデオパス ビデオマーケット |
|                           | 金曜 23:30 - 土曜 0:00 | AbemaTV新作TVアニメチャンネル |
| 2017年10月24日 - 11月28日 | 火曜 12:00 更新        | DMM.com バンダイチャンネル ビデックスJP |

## Webラジオ
『ロボマスターズラジオ』のタイトルで、2017年11月2日から2018年1月11日までHiBiKi Radio Stationにて配信された。隔週木曜日更新。パーソナリティは青木瑠璃子（カトリーナ 役）。